# Jarl Waldemar Lindeberg
Jarl Waldemar Lindeberg, född 4 augusti 1876 i Helsingfors, död där 24 december 1932, var en finländsk matematiker.
Lindeberg  disputerade för filosofie licentiatgraden 1901. Han blev 1902 docent och 1905 adjunkt i matematik vid Helsingfors universitet. Hans tidigaste arbeten berörde teorin för partiella differentialekvationer; senare bedrev han forskning inom variationskalkyl och sannolikhetsteori. Han erhöll professors titel 1919.